# Planisferio de King-Hamy

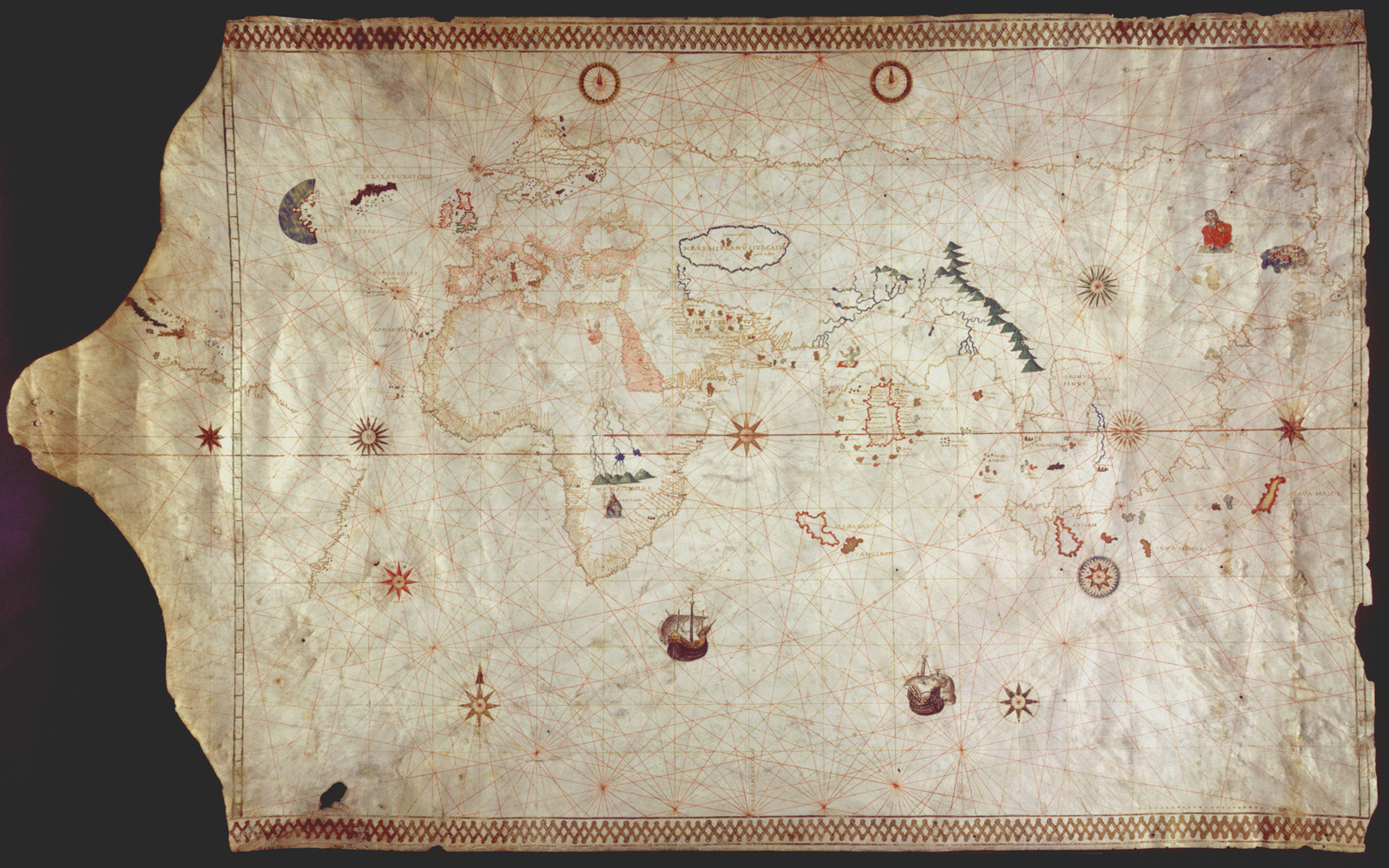
Planisferio de King-Hamy

El planisferio de King-Hamy, dibujado hacia 1502-1504 según las fuentes, es uno de los más antiguos mapas en los que se representa el Nuevo Mundo. Recibe su nombre de dos de sus antiguos propietarios, el explorador Richard King y el doctor Jules Hamy. Se conserva en la Biblioteca Huntington, en San Marino (California).

## Descripción
El planisferio está dibujado sobre un pergamino de 58,5 × 77,2 centímetros. Los bordes superior e inferior están dorados y a los lados derecho e izquierdo se encuentran escalas de latitud. Las Antillas desbordan el margen izquierdo, dibujándose en una «lengua» del pergamino.
Pertenece al tipo de los portulanos, destinado a servir de carta de navegación. Aparecen indicadas numerosas líneas loxodrómicas, indicando rutas de navegación. En el mapa se ha empleado el norte magnético, de donde se derivan algunas particularidades: el ecuador se representa por dos líneas paralelas, una por el este y la otra por el oeste, ligeramente más al sur que la primera. De la misma forma, las escalas de latitud situadas en los márgenes del mapa son diferentes.
América se representa en zonas discontinuas: Groenlandia, Terranova, las Antillas, la costa norte de América del Sur, y la costa este de Brasil. La relación entre el continente americano y Asia queda sin resolver: ambos continentes no están fusionados, como en el planisferio de Ruysch o en el de Contarini-Rosselli poco posterior, pero tampoco se separan nítidamente como en el planisferio de Waldseemüller. Si bien América se sitúa en el extremo izquierdo y Asia ocupa la derecha del mapa, Cuba aparece nombrada como Terra de Cuba, lo que no está en oposición a la creencia de Cristóbal Colón de que se trataba de una extremidad del continente asiático.

## Historia
El planisferio debe de haberse dibujado en Portugal o quizá en Italia a partir de fuentes portuguesas. Alguna vez se ha atribuido su autoría a Américo Vespucio.
El mapa fue propiedad en el siglo XIX del explorador Richard King (1811(?)-1876) pasando luego a poder del doctor Ernest-Théodore Hamy (1842-1908). En 1923 lo adquirió Henry E. Huntington para su biblioteca.